# Willy Brandts park

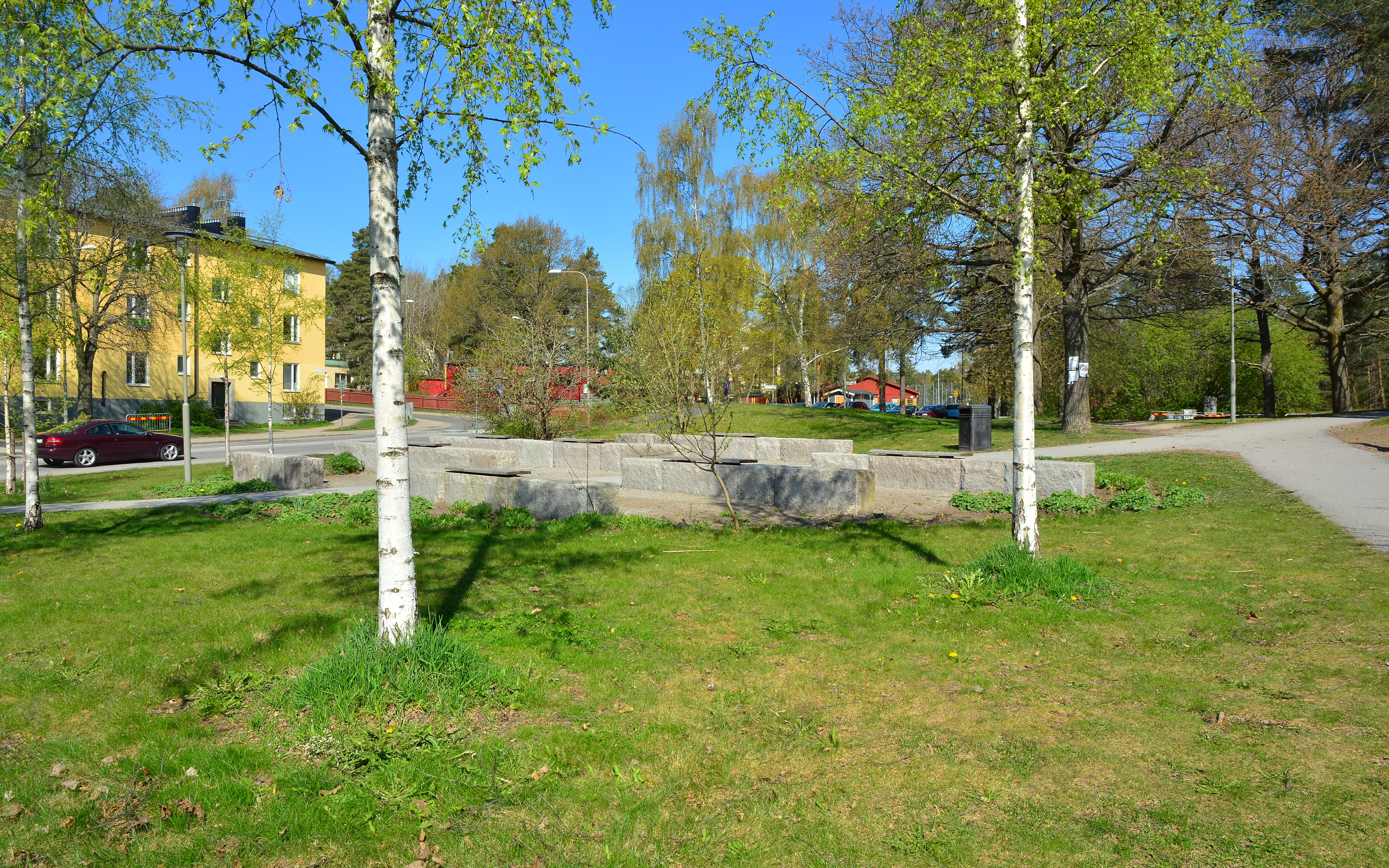
Willy Brandts park.

Willy Brandts park är en park i stadsdelen Hammarbyhöjden i Stockholms kommun vid korsningen Finn Malmgrens väg och Ulricehamnsvägen mittemot den östra entrén till Hammarbyhöjdens tunnelbanestation. Parken fick sitt namn 1997 efter den tyske socialdemokraten Willy Brandt, Västtysklands förbundskansler 1969–1974, som bodde på Finn Malmgrens väg 23 på 1940-talet under sin exil från Nazityskland.

## Beskrivning
Parken har sittplatser, dels vid en pergola med klätterväxter och perenner, dels en mer fri sittplats på stenblock, omgiven av perennplanteringar och blommande träd.

## Historik
Exploateringskontoret startade upprustningen av parken i december 2006 och parken blev klar våren 2007.

## Staty över Willy Brandt

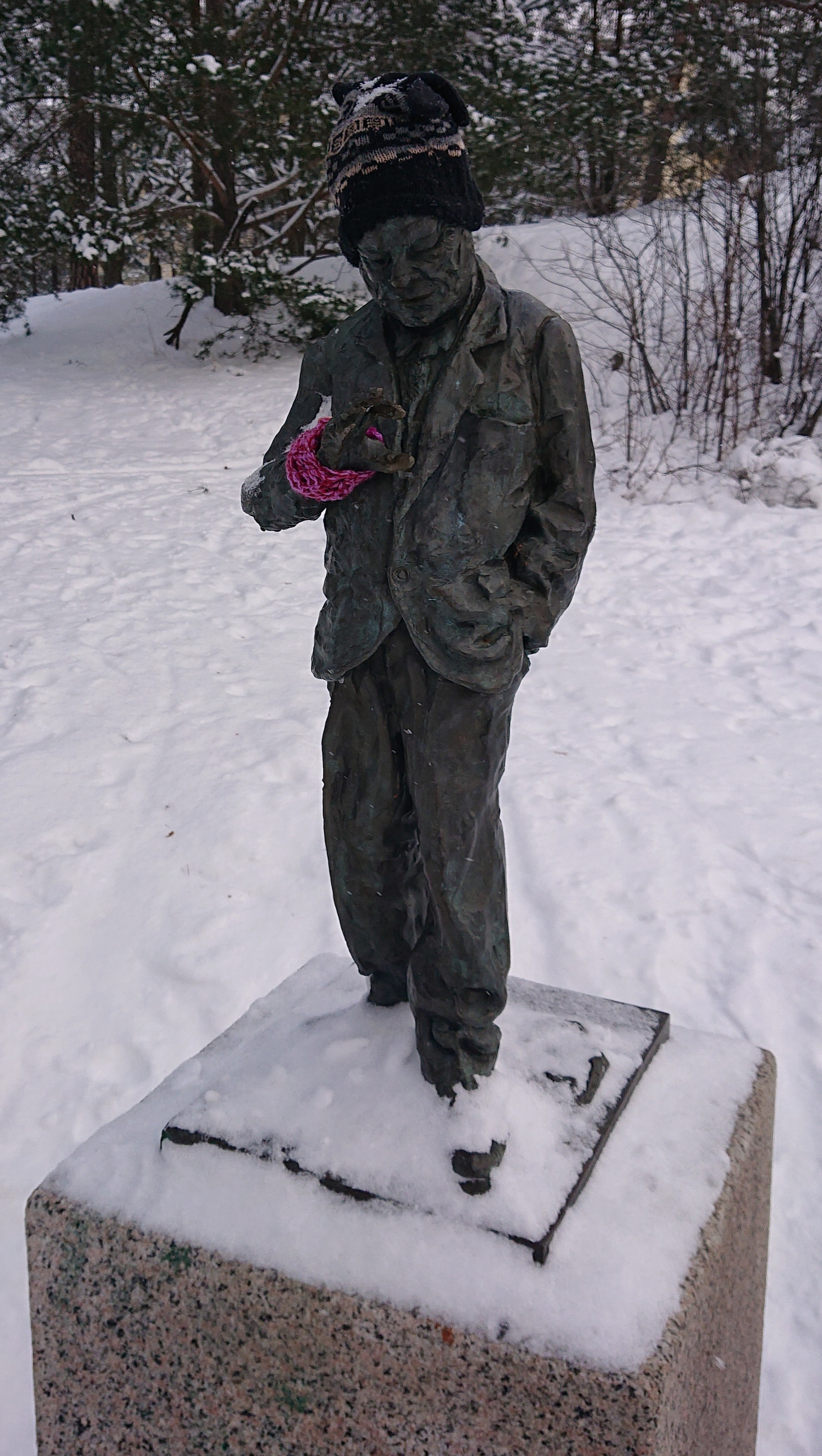
Staty över Willy Brandt, februari 2021.

En skulptur av den tyske skulptören Rainer Fetting föreställande Willy Brandt har rests i parken i samarbete med Stockholms konstråd. Skulpturen är en gåva av det socialdemokratiska partiet och avtäcktes 14 juni 2007 av kulturborgarrådet Madeleine Sjöstedt och förre statsministern Ingvar Carlsson. Den är en mindre kopia av en 3,40 meter hög bronsskulptur i Willy-Brandt-Haus, de tyska socialdemokraternas partihögkvarter i Berlin, av samma skulptör.

## Bildgalleri

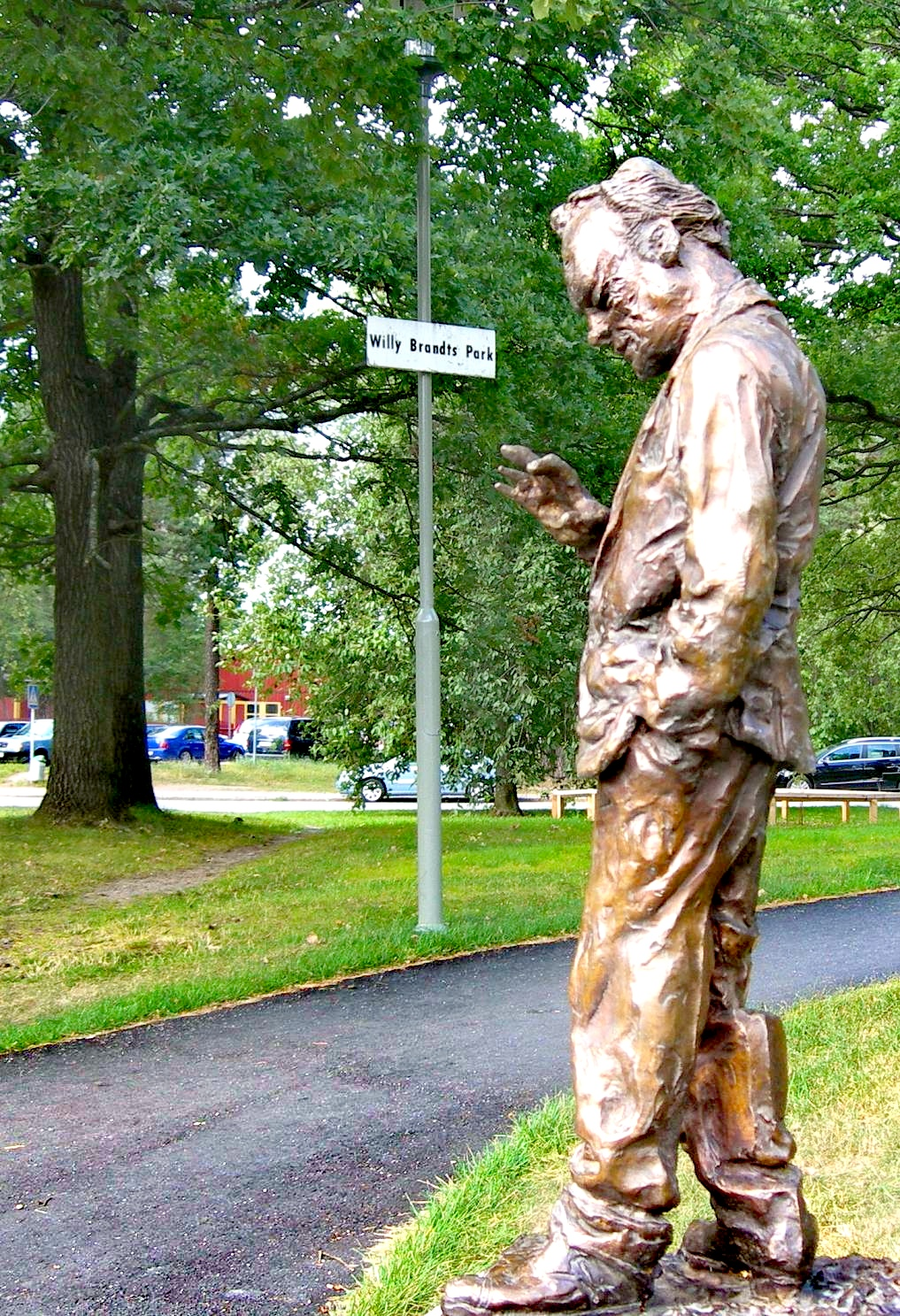
Statyn år 2007.
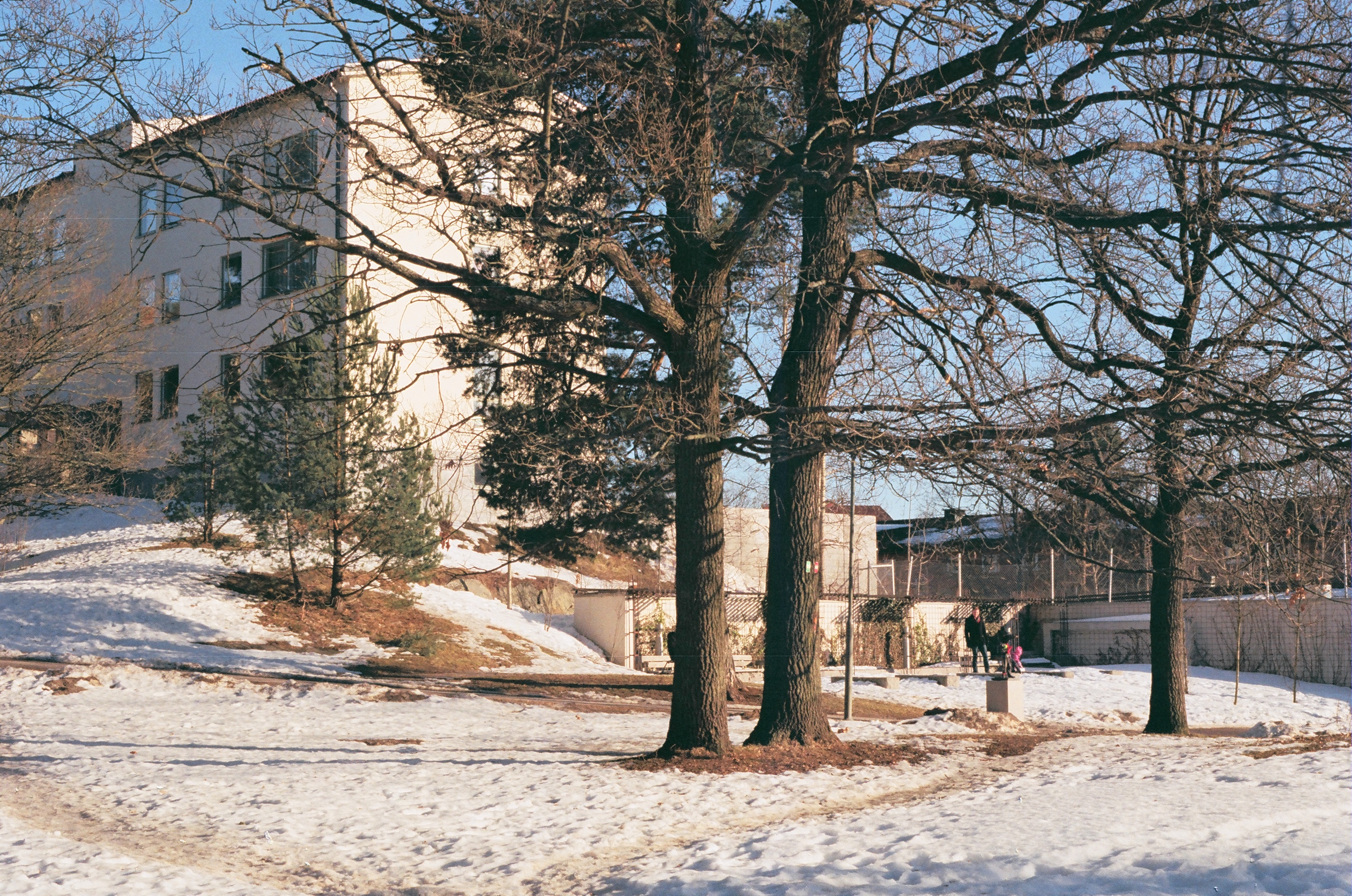
Vy mot sydost.
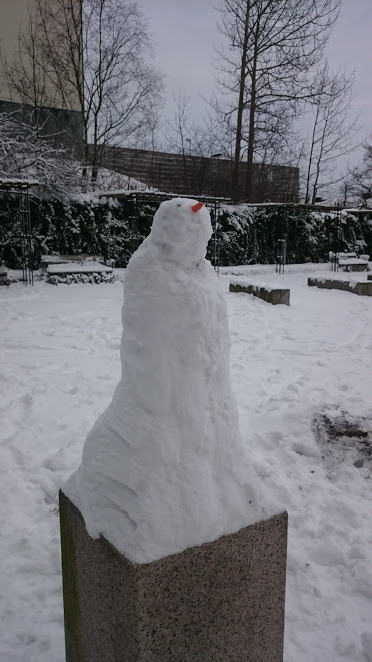
Januari 2018.
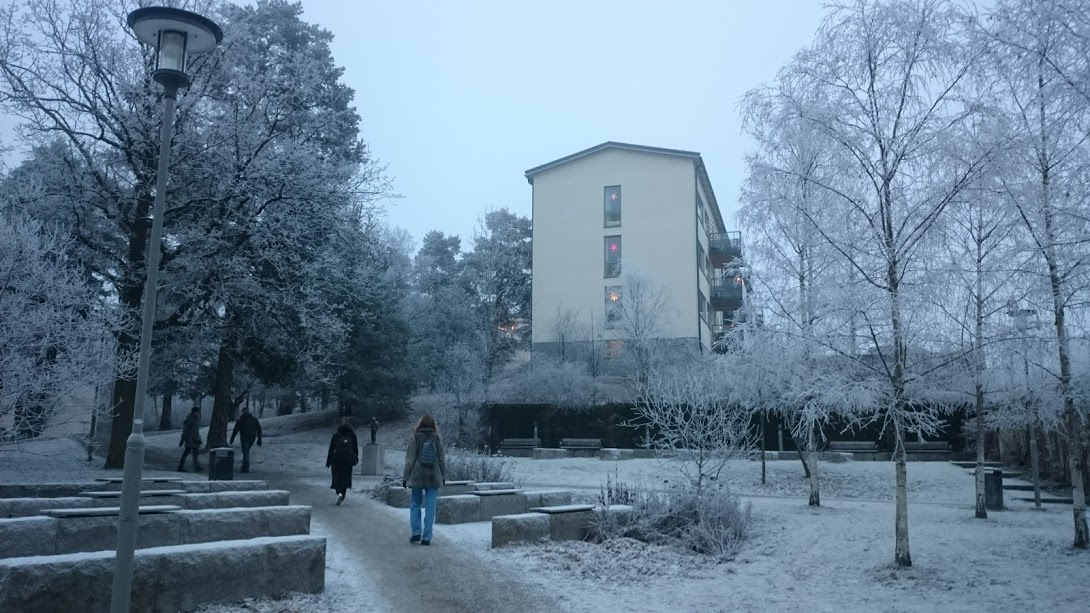
Översikt av parken.